# Kalimantan oriental
Le Kalimantan oriental (en indonésien : Kalimantan Timur, parfois abrégé Kaltim) est la quatrième plus vaste province d'Indonésie, avec une superficie de 129 066 km2. Elle est limitée à l'ouest par la province de Kalimantan central, au sud par celle de Kalimantan du Sud, à l'est par le détroit de Macassar (par lequel passe la ligne Wallace) et au nord par le Kalimantan du Nord. Sa capitale est Samarinda.
La population de la province était de 4 007 736 en 2023, ce qui lui donnait une densité de 31 habitants/km2.

## Divisions administratives

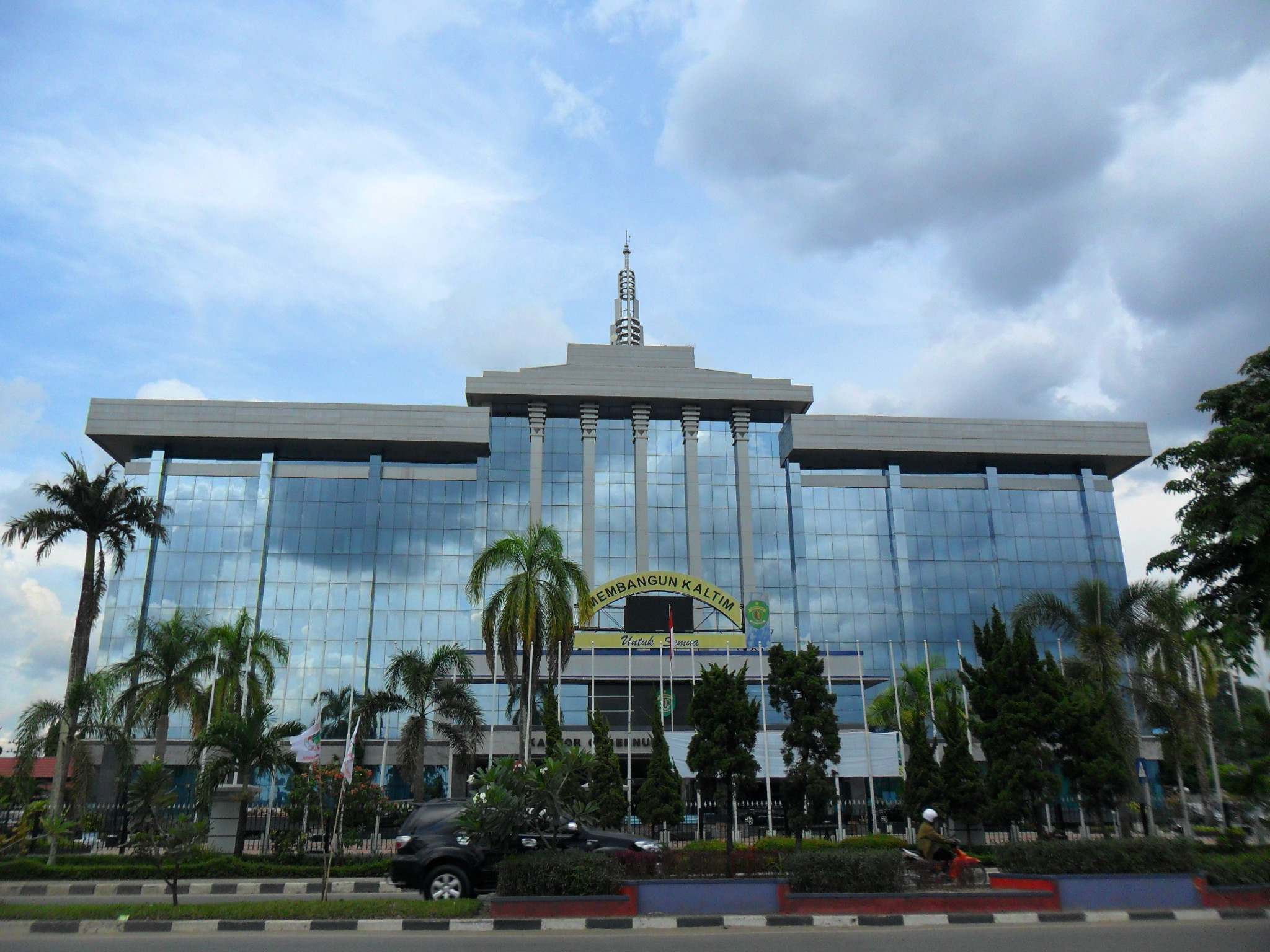
Siège du gouvernement à Samarinda

Kalimantan oriental est divisée en six kabupaten :
- Berau (Tanjung Redeb)
- Kutai occidental (Sendawar)
- Kutai Kartanegara (Tenggarong)
- Kutai oriental (Sangatta)
- Paser (Tanah Grogot)
- Penajam Paser du Nord (Penajam)

et trois kota :
- Balikpapan
- Bontang
- Samarinda

## Histoire

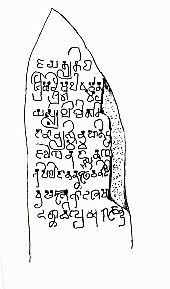
Dessin représentant une des inscriptions de Kutai.

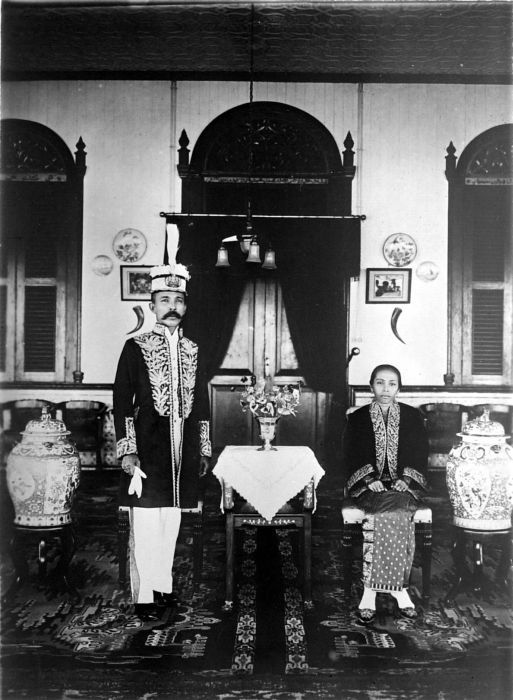
Le sultan de Bulungan et son épouse (vers 1940).

C'est à Kutai qu'on a trouvé les plus anciennes inscriptions d'Indonésie connues à ce jour. Écrites en alphabet pallava, elles figurent sur quatre poteaux sacrificiels de pierre (appelés yupa en sanscrit) qu'on a daté des environs de 400 apr. J.-C. Elles louent la générosité du roi Mulawarman, fils d'Aswawarman, envers les brahmanes. On n'a plus de trace dans cette région pour les 1 000 années qui suivent.
Les noms de Kutai et Pasir sont attestés dès le XIVe siècle apr. J.-C. Le Nagarakertagama, un poème épique écrit en 1365 dans le royaume javanais de Majapahit, les mentionne parmi les quelque cent « contrées tributaires » du royaume. En réalité, le territoire contrôlé par Majapahit ne s'étendait que sur une partie de l'est et du centre de Java. Les « contrées tributaires » étaient en fait des comptoirs formant un réseau commercial dont Majapahit était le centre. Majapahit y envoyait des dignitaires dont le rôle était de s'assurer que ces comptoirs ne s'adonnaient pas à un commerce privé qui échapperait au royaume.
Le sultanat de Kutai Kertanegara avait sa capitale à Tenggarong, sur le fleuve Mahakam, en amont de la ville de Samarinda. L'origine mythique et la généalogie de la maison royale sont décrites dans le Salasilah Kutai, écrit dans un malais parsemé de mots provenant de la langue de Kutai et du javanais.
Jusque vers 1900, la souveraineté néerlandaise sur l’est de Bornéo était théorique. Cette année-là, le gouvernement des Pays-Bas autorise le gouvernement colonial à intervenir directement dans les affaires des États princiers de la région. Les Hollandais leur imposent notamment de leur transférer le contrôle du commerce extérieur, qui était leur principale source de revenus. Jusqu’alors et depuis le XVIIe siècle, l’est de Bornéo avait été colonisé par des marchands bugis et plus au nord, des marchands originaires de l’archipel de Sulu dans le sud des Philippines. Vers 1900, cette influence bugis et de Sulu avait été largement réduite par les campagnes des différentes puissances coloniales européennes contre les réseaux marchands indigènes.

### Le territoire de  Kalimantan oriental

La république des États-Unis d'Indonésie, 14 décembre 1949-17 août 1950 (en rouge, la république d'Indonésie proprement dite)

Le 27 août 1947 est créé, à l'instigation des Hollandais, le Daerah Siak Besar (« territoire du Grand Siak »), renommé Federasi Kalimantan Timur (« fédération du Kalimantan oriental ») le 4 février 1948. Le territoire rejoint la république des États-Unis d'Indonésie formée le 14 décembre 1949. Il est incorporé à la république d'Indonésie le 24 avril 1950.

## Démographie

### Religion
|                | Population | %       |
| -------------- | ---------- | ------- |
| Islam          | 3 502 646  | 87,40 % |
| Protestantisme | 300 588    | 7,50 %  |
| Catholicisme   | 179 672    | 4,48 %  |
| Bouddhisme     | 15 497     | 0,39 %  |
| Hindouisme     | 8 702      | 0,22 %  |
| Autres         | 631        | 0,02 %  |

## Environnement
Le parc national de Kutai est une des deux zones de Kalimantan vouées à la protection des orang-outans.
Plus de 80 espèces d'arbre du kabupaten de Berau sont dans la liste des espèces menacées établies par l'Union internationale pour la conservation de la nature.
La baie de Berau fait partie d'une importante route de migration de mammifères marins.
Les espèces animales menacées sont entre autres : 
- L'orang-outan,
- Le gibbon,
- D'autres espèces de singes,
- Des espèces d'ours,
- Le banteng (buffle sauvage),
- Des tortues,
- Le calao rhinocéros,
- Le paon de Bornéo,
- La cigogne de Storm,
- Le rhinocéros de Sumatra.

Située à 60 km au large de la péninsule de Berau, la barrière de corail de Berau est considérée comme un des plus importants sites marins d'Indonésie. Elle abrite quelque 70 genres de coraux.

## Économie
Le Kalimantan-Oriental est un important producteur pétrolier, et le premier producteur gazier d'Indonésie. L'usine de liquéfaction de gaz naturel de Bontang est la plus grande du monde, avec une capacité de production de 22 millions de tonnes par an de gaz naturel liquéfié (GNL).
La province est aussi un important producteur de charbon, avec la mine de Sangatta, qui produit quelque 17 millions de tonnes par an.

## Personnalités nées dans la province
• Yulius Aloysius Husin, premier évêque de Palangkaraya